# برنارد جيرار (ملحن)
برنارد جيرار (بالفرنسية: Bernard Gérard)‏ هو موزع وملحن فرنسي، ولد في 26 أبريل 1930 في Mouvaux ‏ في فرنسا، وتوفي في 29 يونيو 2000 في إيتربيك في بلجيكا.

## وصلات خارجية
- برنارد جيرار على موقع IMDb (الإنجليزية)
- برنارد جيرار على موقع ألو سيني (الفرنسية)
- برنارد جيرار على موقع ميوزك برينز (الإنجليزية)
- برنارد جيرار على موقع أول موفي (الإنجليزية)
- برنارد جيرار على موقع قاعدة بيانات الأفلام السويدية (السويدية)
- برنارد جيرار على موقع ديسكوغز (الإنجليزية)
- برنارد جيرار على موقع قاعدة بيانات الفيلم (الإنجليزية)
- برنارد جيرار على موقع كينوبويسك (الروسية)
- برنارد جيرار على موقع كينوبويسك (الروسية)